# 卢甘斯克人民共和国
盧甘斯克人民共和國（俄語：Луганская Народная Республика，羅馬化：Luganskaya Narodnaya Respublika，縮寫：ЛНР / LNR；或按英語縮寫為“LPR”）曾是东欧一个有限承认国家，现为事实上的俄罗斯联邦主体之一。2014年，烏克蘭東部盧甘斯克州的親俄羅斯武裝或由俄羅斯聯邦派出的無標識武裝人員佔領州安全部門大樓，宣布成立「盧甘斯克人民共和國」。存在期間僅獲俄羅斯聯邦、敘利亞阿拉伯共和國（阿薩德政權）、朝鮮民主主義人民共和國、南奧塞梯共和國和頓涅茨克人民共和國正式外交承認。
2022年2月，俄羅斯承認盧甘斯克人民共和國的独立，与之建交并派駐軍隊「維安」。随后全面入侵乌克兰。2022年7月3日，第一次利西昌斯克戰役結束後，烏克蘭軍隊向西撤退，盧甘斯克人民共和國因此曾一度完全控制所有先前主张的领土。不过，烏克蘭盧甘斯克州州長謝爾蓋·蓋達伊在9月19日發文稱，盧甘斯克州的比洛霍里夫卡鎮已重回到烏克蘭的控制之下。2025年7月1日，俄方單方面宣佈再次完全控制盧甘斯克全境。
2022年9月30日，俄羅斯在盧甘斯克人民共和國與其他俄佔乌克兰領土举办了不受乌克兰及国际社会承认的吞併公投並获高票通过，正式将包括卢甘斯克人民共和国在内的被占乌克兰领土吞并。

## 历史
卢甘斯克人民共和国和顿涅茨克人民共和国位于顿巴斯的历史区域，于1922年被添加到乌克兰领土内。大多数人口以俄語為母語。乌克兰历届政府试图质疑乌克兰国内俄罗斯文化的合法性，因为乌克兰独立宣言经常导致政治冲突。 在乌克兰全国选举中，形成了一种非常稳定的模式，自1994年总统大选以来，顿巴斯和乌克兰西部地区投票支持了相反的候选人。维克托·亚努科维奇是亲俄罗斯的顿涅茨克人，他於2010年当选为总统，2014年乌克兰革命中被政变推翻，导致了乌克兰东部的抗议活动，逐渐升级为新成立的乌克兰政府与乌克兰东部武装民兵之間的武装冲突。由此，引发了顿涅茨克人民共和国和卢甘斯克人民共和国的独立。

### 独立公投
2014年5月11日，占领卢甘斯克州的俄国武装分子举行不受乌克兰及国际承认的独立公投。选民们可以回答“你支持卢甘斯克人民共和国宣布国家独立吗？”
卢甘斯克人民共和国当局表示，投票率为81%，而乌克兰内务部官员估计表示，只有24%有资格投票的人口实际参加。估计称，94-98%的投票者是支持分裂的。最终结果是96.2%的人投票赞成分离。
投票结束后，俄罗斯国际文传电讯社报道说，卢甘斯克人民共和国领导人要求将乌克兰联邦化作为阻止国家解体的唯一途径。

### 俄國承認

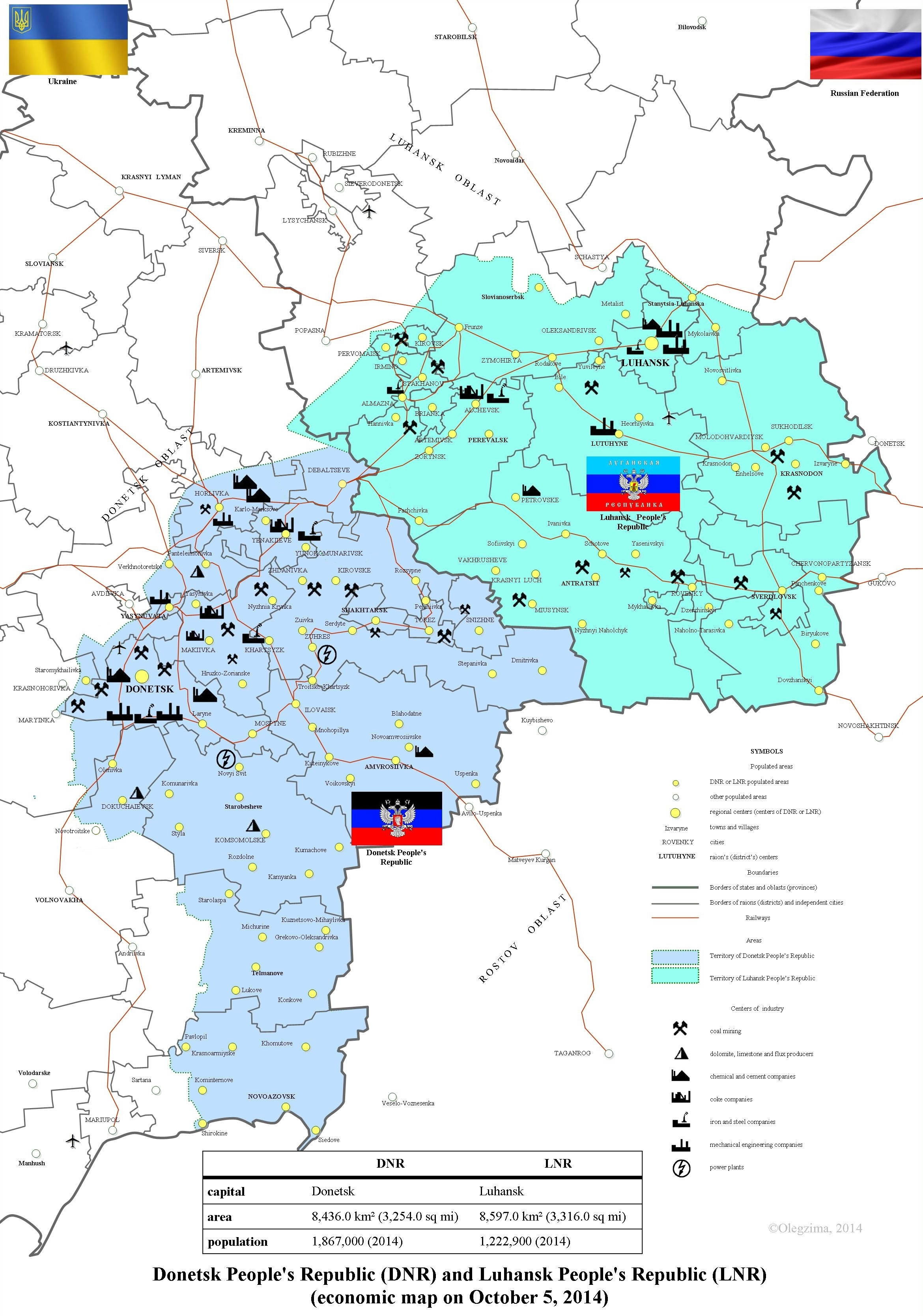
2022年之前頓涅茨克人民共和國和卢甘斯克人民共和国的实际控制范围

俄罗斯外交部官网发布消息称，俄总统签署关于承认顿涅茨克和卢甘斯克两个共和国个别地区居住的乌克兰公民和无国籍人士获得的护照等文件的总统令，完全符合国际法。俄罗斯总统普京2017年2月18日签署命令，下令在实现政治调解前，承认乌克兰顿涅茨克和卢甘斯克2个地区的乌克兰公民和无国籍人士获得的护照等文件。俄总统新闻秘书佩斯科夫表示，普京总统有关临时性承认顿巴斯两共和国护照的命令完全出于人道考虑。
2017年11月21日，一群穿着无标志军服的武装人员在卢甘斯克首都市中心发动政变，这与卢甘斯克人民共和国首脑的伊戈尔·普罗特尼茨基和之前遭到解除职务的内政部长伊戈尔·科内之间的权力斗争有关三天后，分裂主义者的网站声称，普罗特尼茨基因“健康原因”已经辞职，多次战争伤口以及爆炸伤害的影响了他的健康。该网站表示，帕谢奇尼克被任命为代理领导人，“直到下一次选举。”俄罗斯媒体报道说，普罗特尼茨基已于2017年11月23日经从俄罗斯逃离了卢甘斯克人民共和国。11月25日，这个有38个成员的分离主义的共和国人民委员会一致通过了普洛茨基茨基的辞呈。帕谢奇尼克宣布他坚持明斯克协议，声称“共和国将始终如一地执行这些协议下所采取的义务。”在2018年3月30日，帕谢奇尼克说：“我们卢甘斯克人民共和国的经验可以帮助所有乌克兰地区最终获得自由和独立，然后我们可以共同宣布建立一个新的乌克兰（邦联），让不同民族和文化的人民自由生活。”
2020年6月初，卢甘斯克人民共和国宣布俄语为其境内唯一的国家语言，将乌克兰语从学校课程中删除。以前卢甘斯克人民共和国分离主义领导人曾将乌克兰语作为第二国家语言，但实际上，在2020年6月之前，它已经从学校课程中消失了。 

### 俄羅斯入侵烏克蘭及吞併
据俄罗斯卫星通讯社2022年2月17日报道，乌克兰武装力量自莫斯科时间17日5时30分（UTC+8时间10时30分）开始使用迫击炮弹、手榴弹和火箭筒，向卢甘斯克人民共和国四处居民点开火。射击持续了15分钟。
2022年俄羅斯入侵烏克蘭後，俄军及该政权在此强征居民充军。
当地时间2022年4月16日，根据乌克兰卢甘斯克州长謝爾蓋·蓋達伊通过Telegram发布的消息，俄罗斯前日晚间发射的炮弹造成该州东部地区一人死亡和三人受伤。
2022年7月3日，卢甘斯克人民共和国完全控制整个卢甘斯克州。
2022年9月19日，盧甘斯克州州長謝爾蓋·蓋達伊在Telegram上發文稱，盧甘斯克地區的比洛霍里夫卡現在已重新回到烏克蘭的控制之下。9月23-27日，卢甘斯克人民共和国宣佈舉行入俄公投，自称获高票通過。9月30日，由俄羅斯總統普京簽署條約，將四個地區併入為俄羅斯領土，随后單方面将該等領土全數纳入俄羅斯聯邦的一部份。此舉被聯合國秘書長與歐美各國譴責以及不承認。

## 政治

2020年以前的卢甘斯克州行政区划图，大体上为卢甘斯克人民共和国沿用

盧甘斯克人民共和國實行總統制及一院制，盧甘斯克總統為國家元首，並任命總理為政府首腦。人民議會為最高立法機構。现行盧甘斯克人民共和國憲法規定國家元首的任期為4年，可連任一次，總理任期和國家元首相同，并由人民議會提名，國家元首任命之。卢甘斯克人民共和国人民委员会于2014年5月18日批准了临时宪法。执政党原为争取卢甘斯克和平，俄羅斯正式吞并盧甘斯克后，2023年争取卢甘斯克和平并入俄羅斯執政黨統一俄羅斯黨。

### 行政区划
卢甘斯克人民共和国下辖14个共和国直辖市和17个区，大致沿用2014年前的行政区划，但波帕斯纳区被废除。

### 政府政策
自2015年5月起，卢甘斯克人民共和国开始以俄罗斯卢布的形式支付养老金。根据卢甘斯克人民共和国领导人伊戈尔·普洛尼茨基介绍，卢布占85％，乌克兰格里夫纳占12％，美元占3％。乌克兰于2014年12月1日完全停止支付卢甘斯克人民共和国和顿内次克人民共和国控制地区的老年人和残疾人养老金。

## 军事

俄羅斯控制的領土
烏克蘭收復和控制的領土

2014年5月起，卢甘斯克的亲俄民兵开始与乌克兰军队交火。由卢甘斯克支持联邦化示威者推举的“人民州长”博洛托夫3日发表声明，宣布全州进入紧急状态，从每天晚间23：00到次日清晨6：00实施宵禁，并在全州范围内征召男性居民加入抗击政府军的战斗。
据英国国防部的消息，卢甘斯克人民共和国和顿涅茨克人民共和国的民兵于2022年12月31日正式纳入俄罗斯武装部队。

## 对外关系（并入俄联邦前）
在被併入俄羅斯前，卢甘斯克人民共和国仅得到俄罗斯联邦、叙利亚和朝鲜民主主义人民共和国三个联合国会员国的承认。它同时也得到其他两个非联合国会员国的承认：南奥塞梯共和国以及顿涅茨克人民共和国。
俄罗斯联邦承认卢甘斯克人民共和国政府发行的官方文件，例如身份证明文件，文凭，出生和结婚证书以及车辆牌照。这种认可是在2017年2月引入的，並使生活在卢甘斯克人民共和国控制地区的人们能够在俄罗斯旅行，工作或学习。根据引入该总统令的总统令，该法令的理由是根据“国际人道主义法公认的原则”“保护人权和自由”。乌克兰当局谴责该法令，声称该法令与《新明斯克协议》相抵触，并“合法承认涵盖俄罗斯占领顿巴斯部分的准国家恐怖组织”。
乌克兰方面，对于外交上承认顿涅茨克和卢甘斯克为主权国家者，乌克兰一律不与其建交或保持外交关系。
2019年5月12日，南奥塞梯外交部长梅多耶夫与自行宣布成立的卢甘斯克人民共和国外长杰伊涅戈已经签署两国相互建立外交关系的协议。
2019年，卢甘斯克人民共和国领导人列昂尼德·帕谢奇尼克表示，打算最终重新加入乌克兰，“成为（乌克兰）国家内的主权国家”。
2022年2月21日，俄羅斯聯邦總統普京簽署總統令，正式承認盧甘斯克人民共和國和頓涅茨克人民共和國為獨立國家。
2022年2月25日，阿布哈兹总统阿斯蘭·布扎尼亞签署法令，承认顿涅茨克人民共和国和卢甘斯克人民共和国独立。3月10日，阿布哈兹与卢甘斯克人民共和国建立外交关系。6月29日，敘利亞宣布承認顿涅茨克人民共和国和卢甘斯克人民共和国独立，成為第二個承認兩國獨立的聯合国成員国。7月13日，朝鲜副外长在平壤会见了俄罗斯驻朝鲜大使，并递交了一份承认顿涅茨克和卢甘斯克独立的照会，朝鲜成为第三个承认两国独立的联合国成员国。

## 体育和文化
卢甘斯克人民共和国的足球队在独立足球协会联合会世界排名中原排名第16位，现已从独立足球协会联合会除名。
顿涅茨克人民共和国和卢甘斯克人民共和国之间的足球比赛于2015年8月8日在顿涅茨克的体育场举行。

## 備注
1. ↑  英語：

## 外部連結
- Official website of the Council of Ministers of LPR（页面存档备份，存于） （俄文）
- Lugansk Media Centre（页面存档备份，存于）